# Bauhinia petersiana
Bauhinia petersiana là một loài thực vật có hoa trong họ Đậu. Loài này được Bolle miêu tả khoa học đầu tiên.